# Парнал Пајпит
Парнал Пајпит (енгл. Parnall Pipit) је британски морнарички ловац који је производила фирма Парнал (енгл. Parnall). Први лет авиона је извршен 1928. године. 

Био је наоружан са два 7,7-mm митраљеза Викерс.

## Наоружање
| Наоружање авиона: Парнал       |            |
| Ватрено (стрељачко) наоружање  |            |
| Топ                            |            |
| Митраљез                       |            |
| Број и ознака митраљеза        | 2          |
| Калибар                        | 7,7        |
| Бомбардерско наоружање (бомбе) |            |
| Класичне авио бомбе            | лаке бомбе |
| Ракетно наоружање (ракете)     |            |